# Rudolf Hermanns

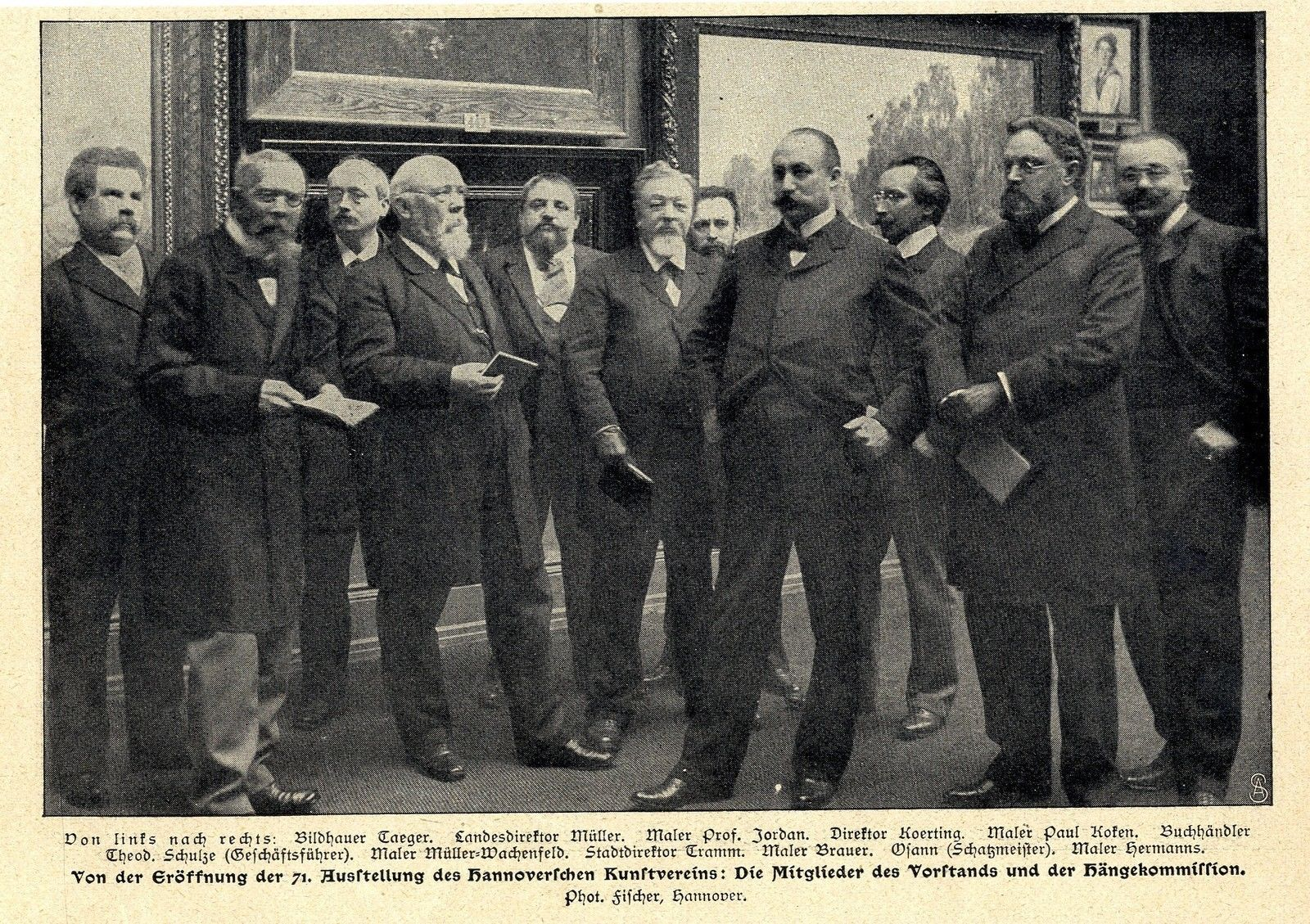
„Maler Hermanns“ (ganz rechts) als Mitglied im Kunstverein Hannover bei dessen 71. Ausstellungs-Eröffnung;
Fotodruck nach einer Gruppenbild-Aufnahme von Ernst August Fischer, 1903

Rudolf Hermanns (bis 1879 Friedrich August Rudolf Behrens; geboren 17. April 1860 in Celle; gestorben 10. Juli 1935 in Hannover) war ein deutscher Schauspieler und Maler und insbesondere Landschaftsmaler.

## Biografie

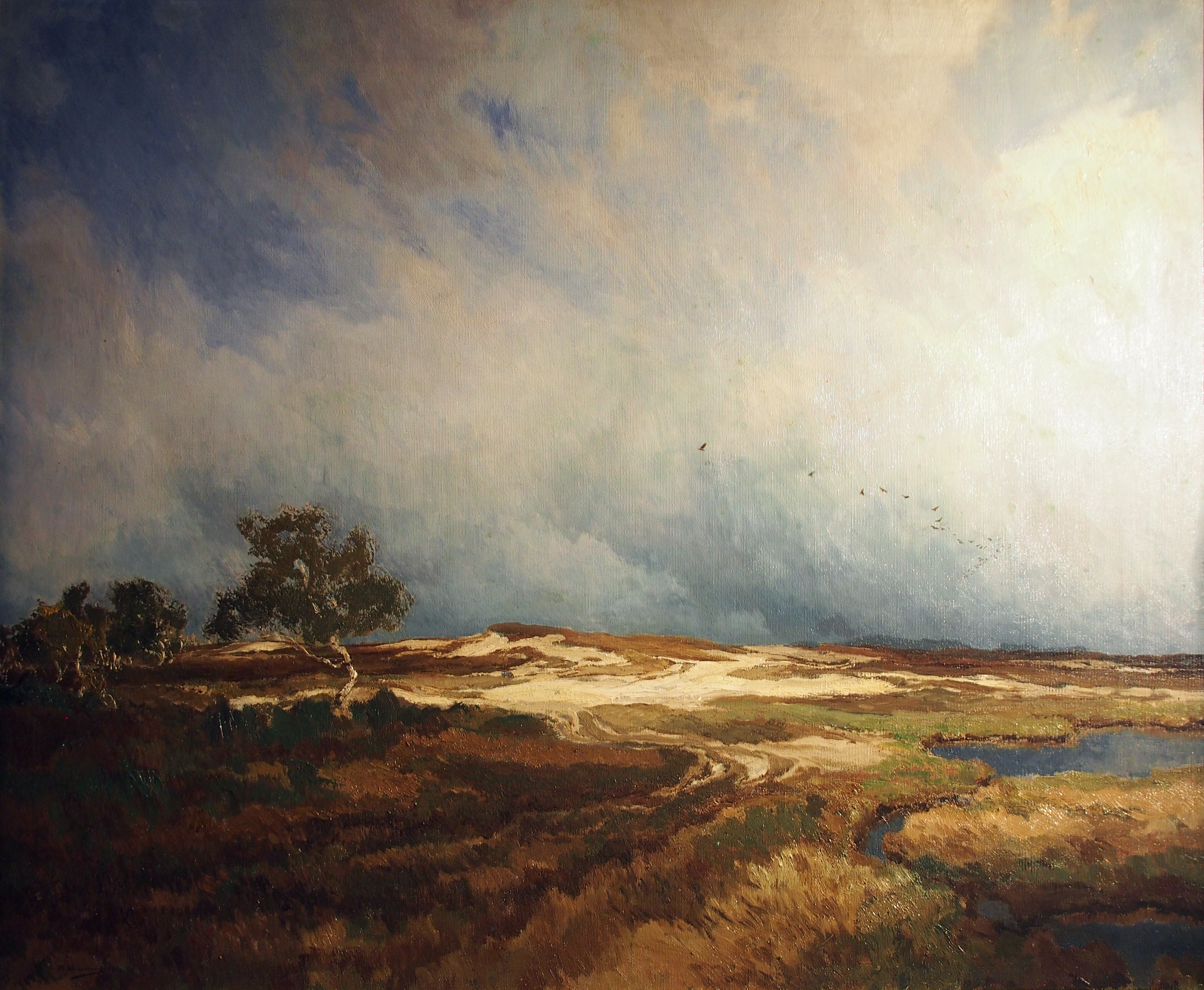
Ölgemälde Heidelandschaft von 1909, heute im Bomann-Museum in Celle

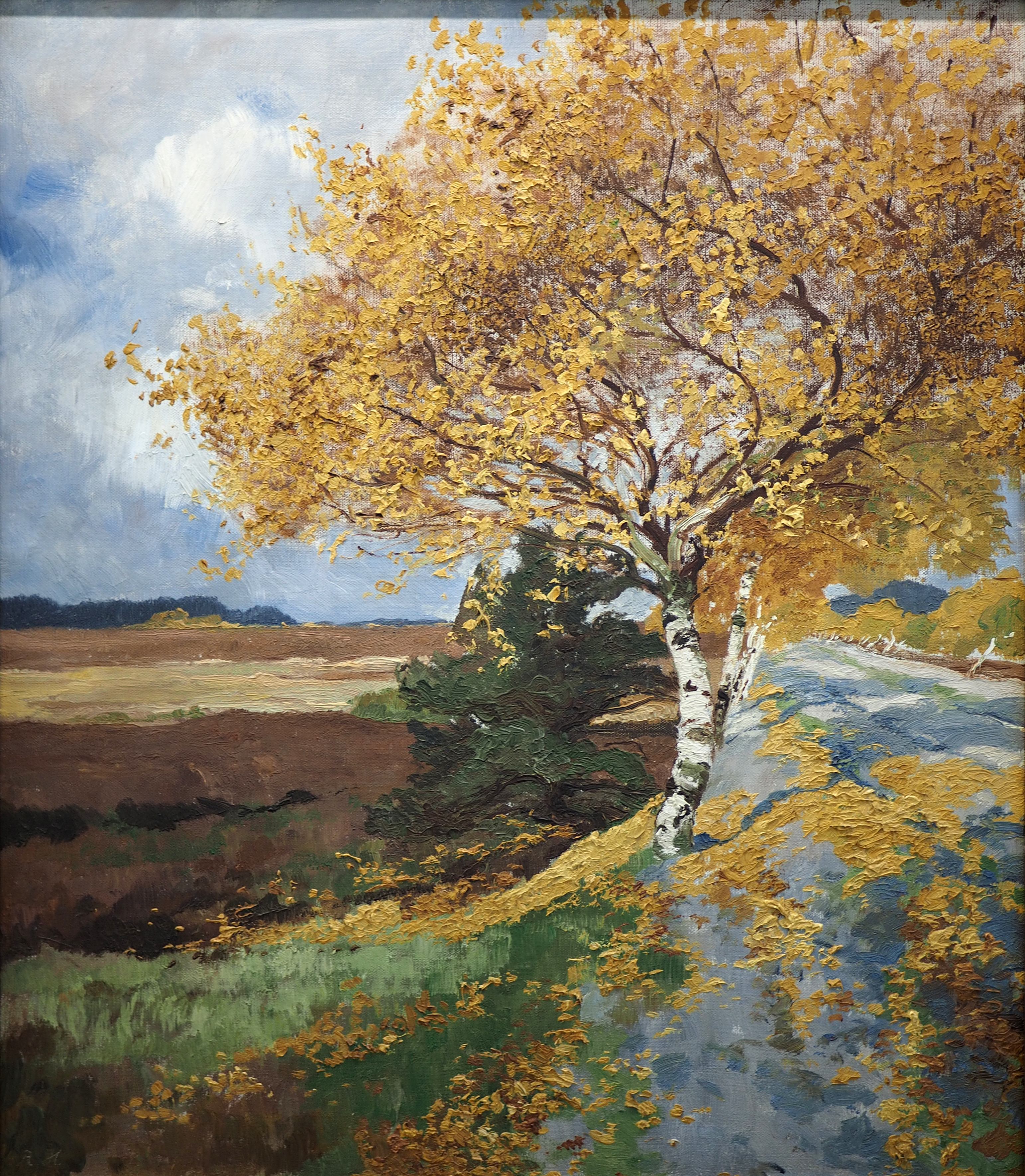
Landstraße im Herbst (um 1910)

Hermanns wurde als Sohn der Schauspielerin Clara Behrens (1840–?) und des Opernsängers Joseph Hermanns (1818–1897) geboren. Der Vater feierte als Opernsänger v. a. in den USA Erfolge. Er wuchs bei seinen Großeltern zunächst in Celle und später in Hannover auf und besuchte hier das Realgymnasium.
1878 begann er den Beruf des Schauspielers zu erlernen. Nebenberuflich fertigte er mehr als acht Jahre lang für die Berliner Firma A.W. Faber unter anderem Menükarten mit Zeichnungen und Aquarellen an. Er wandte sich dann ganz der Malerei zu, ohne eine besondere Ausbildung zu erhalten, er blieb bewusst Autodidakt und verließ sich nur auf sein großes Talent. Hermanns orientierte sich an seinen Vorbildern, den Malern Eduard Hildebrandt und Hans von Bartels.

Vervielfältigte Zeichnung Neues Rathaus in Hannover;
Zweifarbdruck, Illustrirte Zeitung Nr. 3538 vom 20. April 1911

1888 trat Hermanns als Schauspieler im Sommertheater in Celle auf. Anschließend siedelte er als freischaffender Künstler nach München um. Hier fand er aber keinen Anschluss und kehrte vier Jahre später wieder nach Celle zurück. 1898 zog er nach Hannover um. Er gründete hier eine relativ gutgehende Mal- und Zeichenschule. Bekannt wurde Hermanns erst, als der Herzog von Cumberland zwei Bilder von ihm erwarb. Danach erhielt er auch öffentliche Aufträge und seine wirtschaftliche Lage besserte sich. Auch Hermann Löns gehörte zu seinen Bewunderern und lobte 1899 eine seiner Ausstellungen.
Zwischen 1911 und 1918 schuf Hermanns zahlreiche Illustrationen für Westermanns Monatshefte und die Leipziger Illustrierte Zeitung.

## Arbeiten
Die Norddeutsche Tiefebene und hier insbesondere die Lüneburger Heide war die Landschaft, die von ihm bevorzugt gemalt wurde. Ihn faszinierte die von Menschen weitgehend unberührte und unzerstörte Landschaft.  Hermanns fertigte Bleistiftzeichnungen  mit Motiven der Heide im Wechsel der Tages- und Jahreszeiten, und Stadtbilder, unter anderem aus Paris und Hannover. Außerdem gibt es von ihm zahlreiche Aquarelle, die er sehr flächig anlegte. Später wandte er sich auch der Ölmalerei zu. Um die Jahrhundertwende vom 19. zum 20. Jahrhundert entstanden einige Nordseemotive.
Hermanns reiste viel. Unter anderem nach England, Schottland, Italien und Griechenland. Er fertigte zunächst Skizzen an, aus denen später im Atelier die Gemälde entstanden. Paris zog ihn aber besonders an. Hier hielt er das Straßenleben in vielen Zeichnungen fest. In seiner Autobiografie schrieb er 1918

„Troz Krieg und Kriegsgeschrei muss ich aber doch gestehen, dass ich Paris die tiefsten Anregungen für meine Entwicklung zu danken habe.“

## Ausstellungen
- 1906 Berlin, Große Kunstausstellung
- 1907 in Düsseldorf
- 1912 in Hannover
- 1898/99 zeigte die Galerie Schulte in Berlin, Köln und Düsseldorf größere Kollektionen seiner Arbeit.

## Werke in Museen und Sammlungen
Hermanns Arbeiten finden sich im
- Bomann-Museum, Celle
- Albert-König-Museum, Unterlüß
- Museum August Kestner, Hannover
- Historischen Museum am Hohen Ufer, Hannover
- Niedersächsischen Landesmuseum Hannover
- Zeichnungen sind auch im Besitz der Stadt Hannover